# Abu Nasir Baha al-Din Sabur ibn Ardashir
Abu-Nasr Bahà-d-Din Sàbur ibn Ardashir (Siraz, 942 - Bagdad, 1025) fou visir dels buwàyhides de Fars. Primer fou primer delegat del visir de Xàraf-ad-Dawla (987-989), però després va esdevenir visir el 990 sota Bahà-ad-Dawla (989-1012), tot i que fou poc temps, tornant a ser nomenat el 996 a Siraz exercint fins al 999/1000 i després nomenat a Bagdad delegat del visir Abu-Alí al-Muwàffaq el 1000. Va passar temporades a la Batiha on tenia propietats. Va morir el 1025 a Bagdad quan tenia 86 anys.